# Sfakia
Sfakia (tiếng Hy Lạp: ?) là một khu tự quản ở vùng Kríti, Hy Lạp. Khu tự quản Sfakia có diện tích 468 km², dân số theo điều tra ngày 18 tháng 3 năm 2001 là 2419 người.